# Rótula (casa)

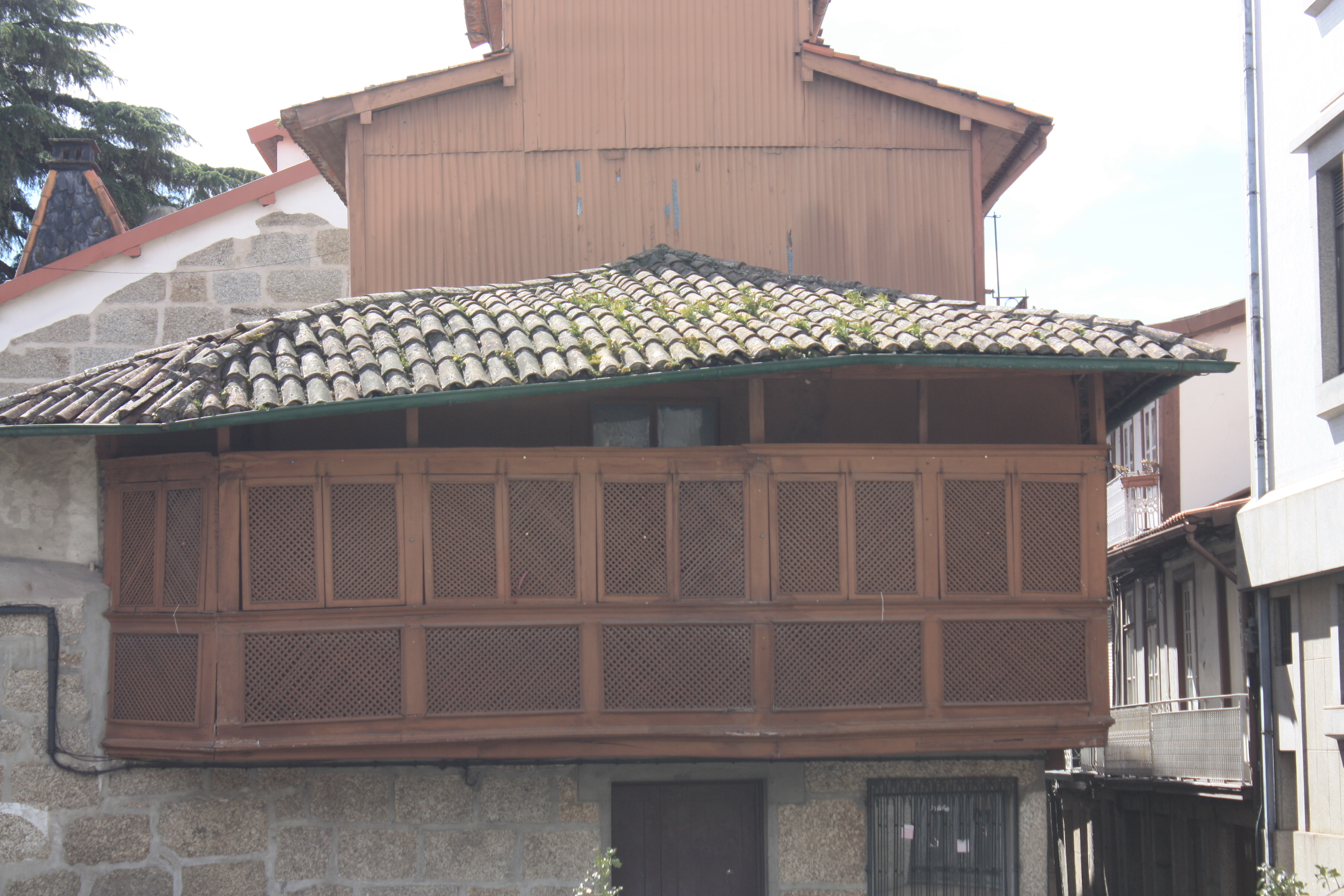
A medieval Casa das Rótulas na cidade de Guimarães.

A Rótula, é uma espécie de janela feita de madeira entrelaçada que também poderia emoldurar portas com o objetivo de amenizar a entrada da luz solar e ventanias.Também tinha o propósito de resguardar as mulheres, que realizavam os serviços domésticos, dos olhares de transeuntes, durante o período colonial.

## Origem
Proveniente da arquitetura árabe, o muxarabi se popularizou durante a ocupação moura na Península Ibérica. Era um tipo de balcão fechado confeccionado com tiras de madeira entrelaçadas de modo diagonal colocadas sobre varandas e sacadas. A pintura que recebiam era predominantemente nas cores azul celeste ou verde oliva. Os orientais as utilizavam para reduzir a entrada de luz nos templos religiosos.

### Família real portuguesa no século XIX

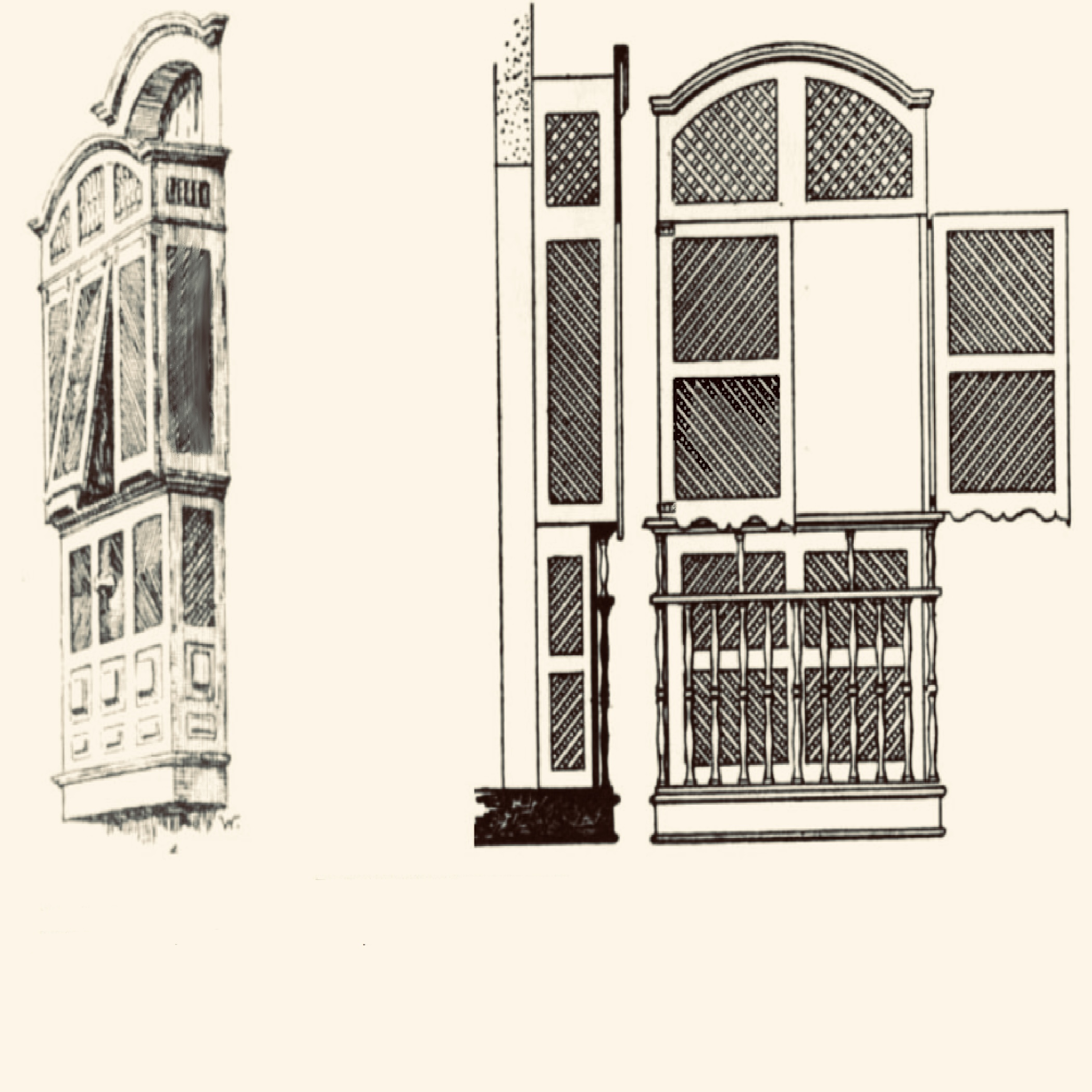
O Muxarabi foi o precursor das rótulas de madeira.

No período do Barroco, as janelas traziam vidro e possuíam também a gelosia com rótula, como elemento de corte da ventilação e proteção do interior da visualização interna estrutura causou desgosto à família real, que em 1808 com a vinda da corte a colônia brasileira, proibiu a utilização desse elemento arquitetônico na capital carioca.
Cariocas de 1809, com a empolgação do sopro europeizado do Art Noveau e das estruturas parisienses tragos pela corte com a vinda da família real no ano anterior, consideraram as rótulas estruturas primitivas e bárbaras, removendo-as rapidamente, embora alguns gostassem da privacidade da estrutura e ainda mantivessem suas janelas vedadas pelas ripas de madeira.
A percepção negativa do uso da estrutura foi citado pelo escritor Joaquim Manuel de Macedo em “Memórias da Rua do Ouvidor” em 1878, ao escrever que a estrutura eram parte de um costume quase bárbaro, de raiz mourisca” e lamentando que muitas casas coloniais tenham resistido à reforma decretada pela civilização”.
Macedo ainda considerou a remoção de rotulas uma medida de higiene na capital carioca, promovendo a destruição das “malignas e feias gaiolas” que escondiam à força e o belo sexo (mulheres) do convívio social, defendendo sua tese de que as moças cariocas tinham de se tornar por excelência expostas para que a sociedade colonial visse a elegância das “honestíssimas senhoras” que não precisavam serem contidas pela estrutura primitiva.

### Janelas com Rótulas em Minas Gerais
Apesar da exigência real de retiradas das rótulas na capital da colônia, um estado passaria a utilizá-la com maior frequência. Devido ao Ciclo do ouro, era necessário preservar as casas para evitar roubos ou invasões, com a migração intensa de mineiros esperançosos com a terra rica na fortuna dourada, a proteção de esposas e famílias era influenciada pela igreja católica e o estilo barroco fortemente fundido no estado. É possível encontrar estruturas coloniais de rótulas em cidades como Ouro Preto.

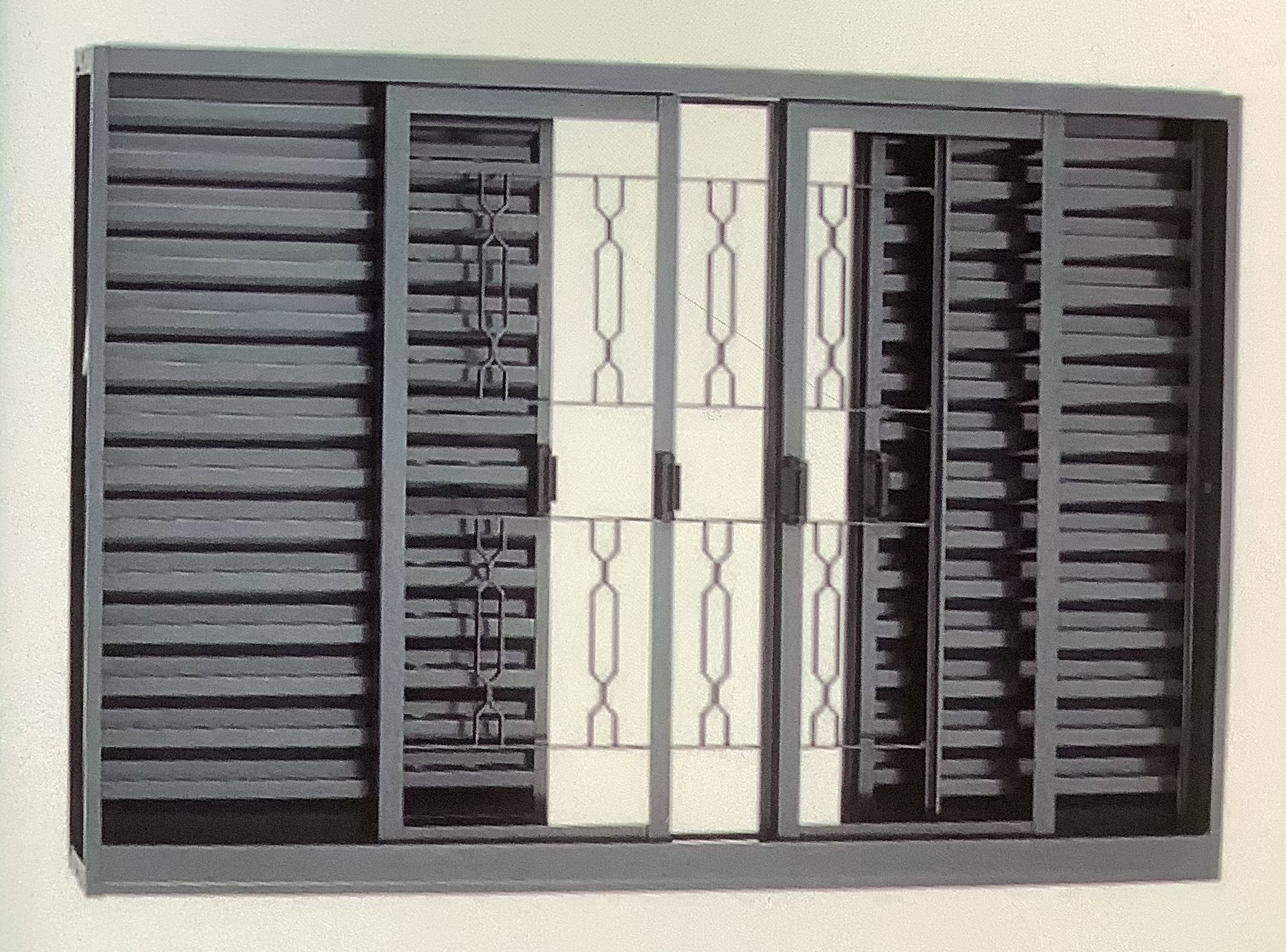
Janela Veneziana

## Janelas Venezianas e a modernização das Rótulas
As janelas com rótulas foram modernizadas em estruturas metálicas, feitas horizontalmente para conter a entrada de luz e proteger a privacidade de residências brasileiras. São uma releitura das feitas nos séculos anteriores e popularizadas no Brasil por serem estruturas baratas e de fácil acesso comercial.